# Estany de Cavallers
Estany de Cavallers är en sjö i Spanien.   Den ligger i provinsen Província de Lleida och regionen Katalonien, i den nordöstra delen av landet, 400 km nordost om huvudstaden Madrid. Estany de Cavallers ligger 1 781 meter över havet.  Trakten runt Estany de Cavallers består i huvudsak av gräsmarker.